# Nona (Berg)

Karte der Insel Buru mit Ambelau im Südosten

Der Nona (indonesisch Gunung Nona) ist ein Berg auf der indonesischen Insel Ambelau, die zu den Molukken gehört. Er liegt im Nordwesten der Insel. Mit einer Höhe von 559 m ist er, nach dem Baula, der zweithöchste Berg der Insel.